# Barkassowo (Kaliningrad)
Barkassowo (russisch Баркасово, deutsch Neu Katzkeim) ist ein Ort in der russischen Oblast Kaliningrad und gehört zur kommunalen Selbstverwaltungseinheit Stadtkreis Selenogradsk im Rajon Selenogradsk. Der Ort Barkassowo befindet sich heute allerdings nicht mehr an der Ortsstelle Neu Katzkeim, sondern an der Ortsstelle Alt Katzkeim, die russisch zunächst mit Tolbuchino bezeichnet worden war. Die Ortsstelle Neu Katzkeim ist verlassen.

## Geographische Lage
Barkassowo liegt 37 Kilometer nordwestlich der Stadt Kaliningrad (Königsberg) und ist über eine Nebenstraße zu erreichen, die von Primorje (Groß Kuhren) an der russischen Fernstraße A 192 in südliche Richtung verläuft. Eine Bahnanbindung besteht nicht.

## Geschichte
Die bis 1947 Neu Katzkeim genannte und ein paar kleine Höfe umfassende Kolonie wurde zu Beginn des 19. Jahrhunderts gegründet. Im Jahre 1874 wurde das Dorf in den neu errichteten Amtsbezirk Groß Kuhren eingegliedert, der zum Landkreis Fischhausen, 1939 bis 1945 Landkreis Samland, im Regierungsbezirk Königsberg der preußischen Provinz Ostpreußen gehörte. Im Jahre 1893 zählte die Landgemeinde Neu Katzkeim 113 Einwohner, und im Jahre 1905 wurde sie in den Forstgutsbezirk Warnicken (heute russisch: Lesnoje) eingegliedert. Bereits am 1. Dezember 1928 wurde der Ort in die Landgemeinde Alt Katzkeim umgemeindet.
Als in Kriegsfolge im Jahre 1945 das nördliche Ostpreußen zur Sowjetunion kam, gehörte auch Neu Katzkeim dazu. 1947 erhielt der Ort die russische Bezeichnung Barkassowo. Gleichzeitig wurde der Ort in den Dorfsowjet Jantarski selski Sowet im Rajon Primorsk eingeteilt und gelangte 1960 in den Powarowski selski Sowet. Die Ortstelle Neu Katzkeim wurde aber spätestens in den 1980er Jahren verlassen und der Name Barkassowo auf die Ortsstelle Alt Katzkeim übertragen, die russisch zunächst mit Tolbuchino bezeichnet worden war.
Seit etwa 2000 gehörte Barkassowo zum Dorfbezirk Krasnotorowski selski okrug. Von 2005 bis 2015 gehörte der Ort zur Landgemeinde Krasnotorowskoje selskoje posselenije und seither zum Stadtkreis Selenogradsk.

## Kirche
Die mehrheitlich evangelische Einwohnerschaft Neu Katzkeims war bis 1945 in das Kirchspiel der Pfarrkirche in Heiligenkreutz (heute russisch: Krasnotorowka) eingegliedert und gehörte zum Kirchenkreis Fischhausen (Primorsk) in der Kirchenprovinz Ostpreußen der Kirche der Altpreußischen Union. Letzter deutscher Geistlicher war Pfarrer Georg Henkys. Heute liegt Barkassowo im Einzugsbereich der neu entstandenen evangelisch-lutherischen Auferstehungskirche in Kaliningrad (Königsberg) in der Propstei Kaliningrad der Evangelisch-lutherischen Kirche Europäisches Russland.